# Lac Namak
Le lac Namak est un lac salé d'Iran. 

## Étymologie
Le nom du lac, Daryacheh-ye Namak en persan, signifie lac salé. 

## Géographie
Le lac est situé à environ 100 km à l'est de la ville de Qom à une altitude de 790 m. Il a une surface d'environ 1 800 km2 mais la majeure partie de celui-ci est à sec. L'eau ne couvre qu'une surface de 1 km2 et la profondeur ne varie qu'entre 45 cm et 1 m. La rivière Qom est le principal tributaire du lac.
Le lac est un vestige de la mer de Paratéthys, qui a commencé à se dessécher à partir du Pléistocène, laissant le lac d'Ourmia, la mer Caspienne et d’autres étendues d’eau.

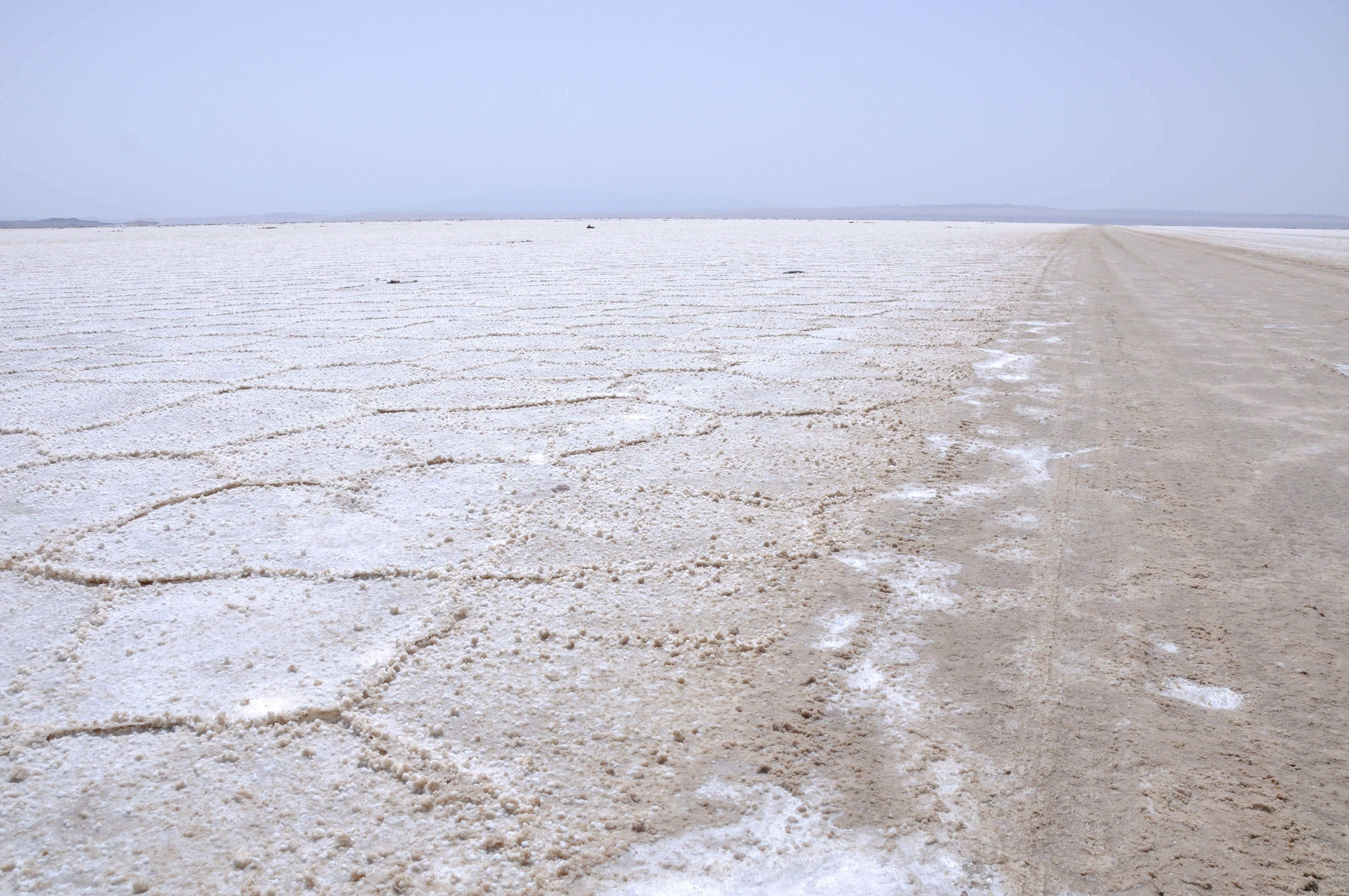
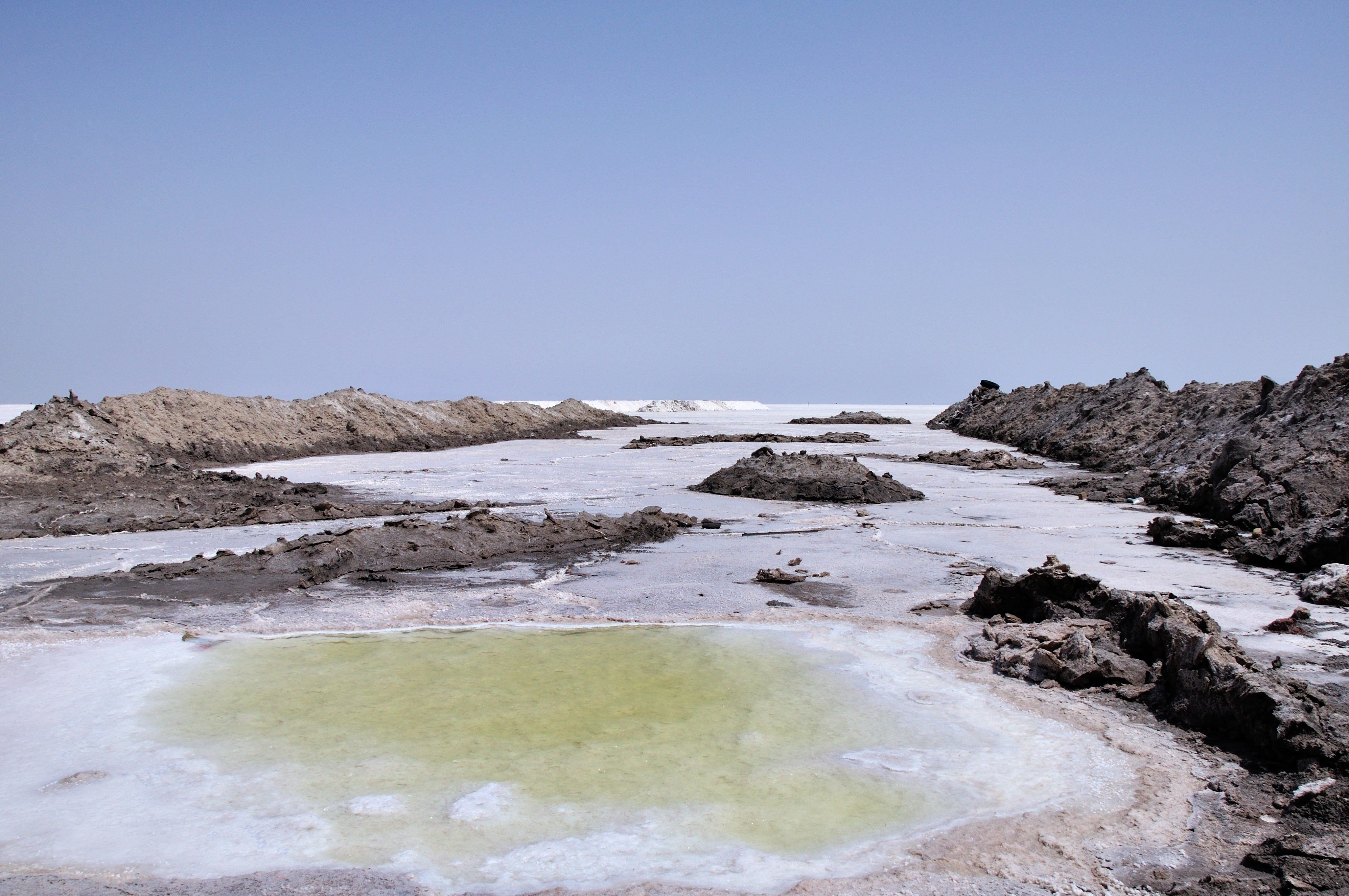
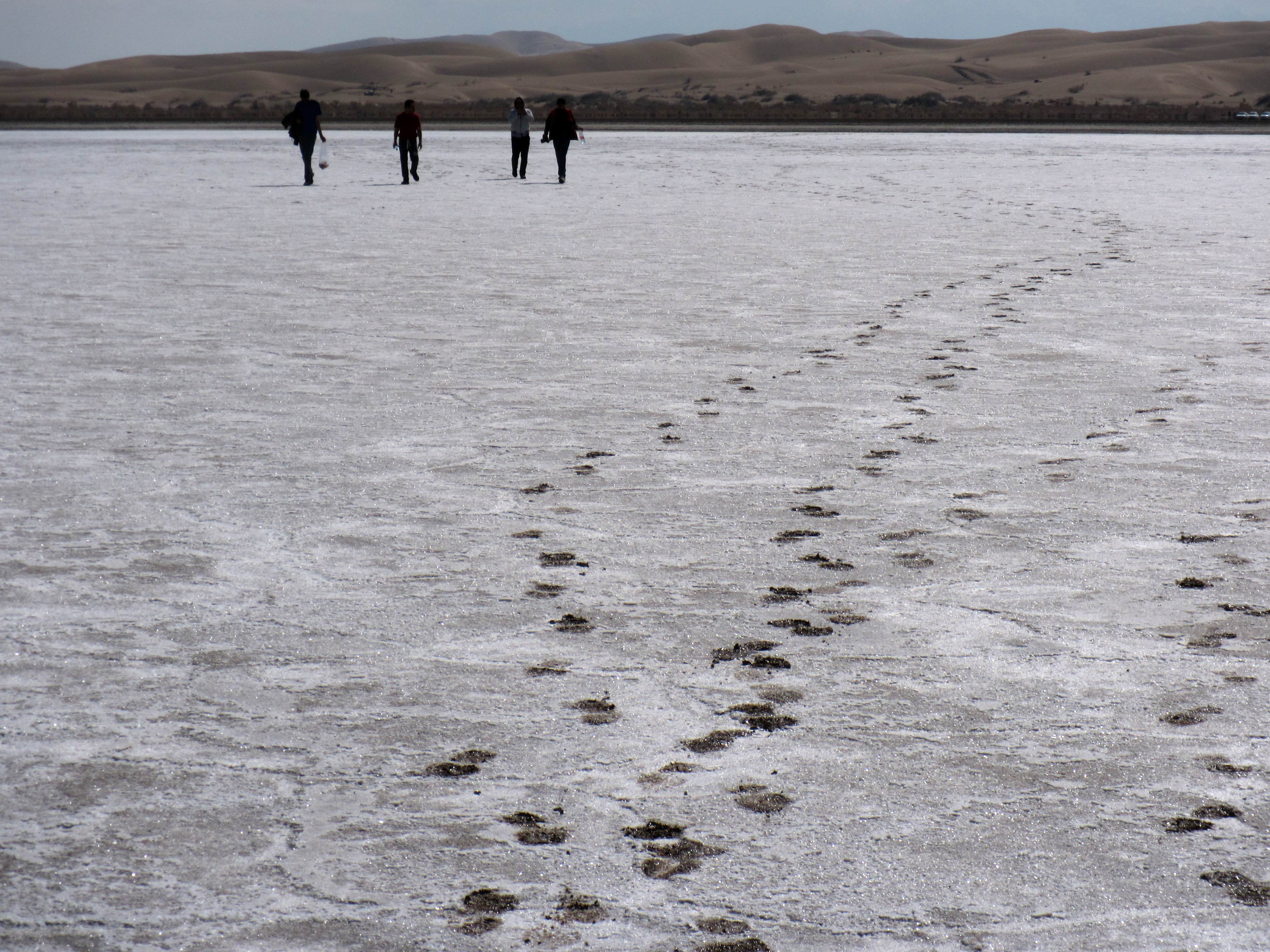
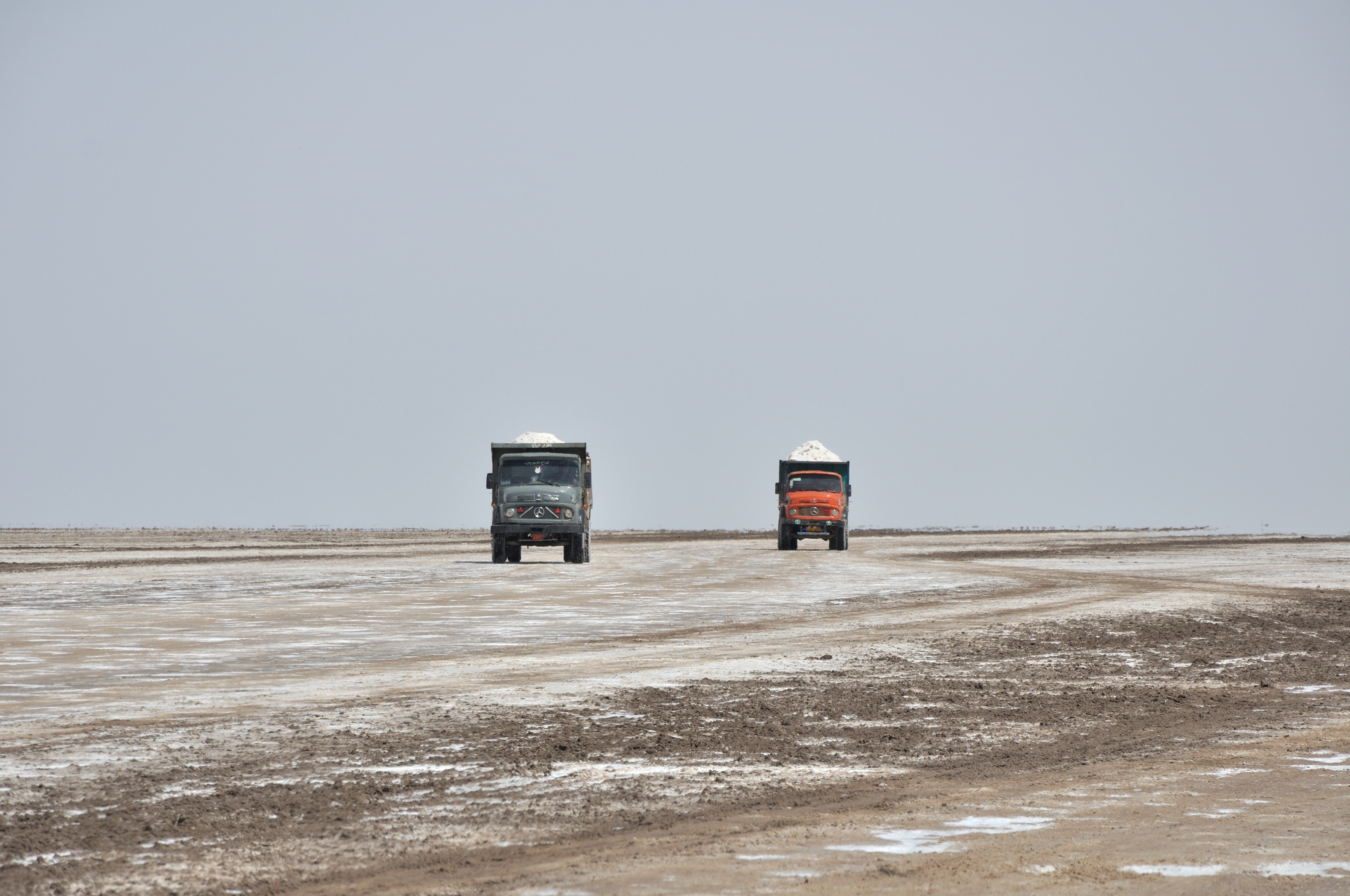